# همايون كبير
همايون كبير (1906 ،1969) (بالبنغالية হুমায়ুন কবির)،أستاذ هندي بنغالي (العرقية) ومؤلف وفيلسوف وكاتب وسياسي بارز. ولد سنة 1906. وأنهى الدكتوراه بجامعة إكستر في المملكة المتحدة سنة 1931. شغل منصب وزير الدولة للطيران المدني، ثم أصبح وزيرًا للتعليم، ومحافظ ولاية تاميل نادو.
من مؤلفاته:
- إمانويل كانط (1963)
- النظرية الرئيسية في أدب شارات شندرا (1942)
- الشعر البنغالي (1954)
- الماركسية (1951)
- الفيلسوف ميرزا أبو طالب خان (1961)
- الشعر والمجتمع (1941)
- سياسات المسلمين في البنغال (1943)
- التراث الهندي من العصر الآري إلى العصر الحديث (1955)